# Naldo Pereira
Edinaldo  Pereira Gomes, mais conhecido por Naldo, 25 de agosto de 1988, é um futebolista brasileiro, que atua como zagueiro no Leixões.

## Títulos
Sporting
- Supertaça de Portugal: 2015